# Дурбэн-хухэты
Дурбэн-хухэты (монг. Дөрвөн хүүхэд) — один из монгольских этносов, проживающих на территории Внутренней Монголии.

## Этноним
Этноним дөрвөн хүүхэд с монгольского переводится как "четверо детей". Основателями рода дурбэн-хухэтов являются четыре сына Ноянцина — потомка Хасара, брата Чингисхана. В Китае дурбэн-хухэты известны как сыцзыван, что в переводе с китайского означает «четыре князя».

## История
У предка дурбэн-хухэтов Ноянцина — потомка Хасара в 14-м поколении — было четыре сына: Сэнгэ, Сонобу, Эмубу и Ирчжаму. В начале XVII века они кочевали в районе современного Хулун-Буира. Присягнув на верность маньчжурскому государству Поздняя Цзинь, они стали принимать участие в его походах против чахарского Лигдэн-хана, и постепенно их кочевья смещались на запад, пока не достигли территорий современного хошуна Сыцзыван (Четыре князя), которые и получили название в честь этих четырёх братьев. В 1636 году маньчжурский император за заслуги перед империей даровал Эмубу власть над этими землями, а в 1649 году присвоил наследственный титул «удельный князь Доло» (кит. трад. 多羅郡王, упр. 多罗郡王, пиньинь: Duōluō jùnwáng, палл.: Доло-цзюньван).
После Синьхайской революции эти земли вошли в состав Особого административного района Суйюань, ставшего после 1928 года провинцией Суйюань. В 1954 году провинция Суйюань была расформирована, и хошун Сыцзыван вошёл в состав аймака Уланчаб автономного района Внутренняя Монголия.

## Расселение
В настоящее время дурбэн-хухэты проживают на территории хошуна Сыцзыван аймака Уланчаб Внутренней Монголии.